# نونو سکویرا
نونو سکویرا (انگلیسی: Nuno Sequeira؛ زادهٔ ۱۹ اوت ۱۹۹۰) بازیکن فوتبال اهل پرتغال است.
از باشگاه‌هایی که در آن بازی کرده‌است می‌توان به باشگاه فوتبال لیتشوئس و باشگاه ورزشی ناسیونال اشاره کرد.
وی همچنین در تیم ملی فوتبال زیر ۱۸ سال پرتغال بازی کرده‌است.

## دوران ملی
در اکتبر ۲۰۲۰، فرناندو سانتوس سکویرا را به تیم ملی پرتغال برای بازی دوستانه با اسپانیا و بازی‌های لیگ ملت‌های اروپا مقابل فرانسه و سوئد دعوت کرد.

## افتخارات
براگا
قهرمان
- جام حذفی فوتبال پرتغال: ۲۰۲۰–۲۰۲۱[۳]
- لیگ کاپ: ۲۰۱۹–۲۰۲۰